# Équipe d'Uruguay féminine de hockey sur gazon
Maillots
L'Équipe d'Uruguay féminine de hockey sur gazon représente l'Uruguay dans les compétitions internationales féminines de hockey sur gazon. Il est contrôlé par la Federación Uruguaya de Hockey Sobre Césped.

## Histoire dans les tournois

### Jeux panaméricains
- 2003 -
- 2007 - 7e
- 2015 - 5e
- 2019 - 5e

### Coupe d'Amérique
- 2001 - 4e place
- 2004 - 4e place
- 2013 - 6e place
- 2017 - 5e place
- 2022 - Qualifiée

### Jeux sud-américains
- 2006 -
- 2014 -
- 2018 -
- 2022 - Qualifiée

### Championnat d'Amérique du Sud
- 2003 -
- 2008 -
- 2010 -
- 2013 -
- 2016 -

### Challenge d'Amérique
- 2011 -

### Ligue mondiale
- 2012-2013 - 21e place
- 2014-2015 - 19e place
- 2016-2017 - 23e place

### Hockey Series
- 2018-2019 - Finales

## Composition

### Actuelle
La composition suivante de l'Uruguay pour la Coupe d'Amérique 2022 à Santiago du 19 au 30 janvier 2022.
Entraîneur :  Nicolás Tixe
| Numéro | Joueur                    | Date de naissance | Âge | Sélections |
| ------ | ------------------------- | ----------------- | --- | ---------- |
| 2      | Florencia Penalba         | 9 septembre 1999  | 22  | 4          |
| 3      | Iroe Gorozurreta          | 25 novembre 1992  | 29  | 13         |
| 4      | Kaisuami Dall'Orso        | 1er juin 1993     | 28  | 61         |
| 5      | Pilar Oliveros            | 5 octobre 2001    | 20  | 11         |
| 7      | Constanza Barrandeguy (C) | 7 avril 1996      | 25  | 48         |
| 8      | Cecilia Leon              | 2 juin 1999       | 22  | 0          |
| 9      | Milagros Algorta          | 11 avril 1997     | 24  | 35         |
| 10     | Manuela Vilar (C)         | 25 mars 1994      | 27  | 79         |
| 11     | Sol Amadeo                | 30 mai 1996       | 25  | 23         |
| 12     | Catalina Balarini (GB)    | 13 octobre 1994   | 27  | 0          |
| 14     | Magdalena Gómez           | 14 février 1996   | 25  | 6          |
| 15     | Jímena García             | 27 juillet 1999   | 22  | 21         |
| 16     | Carolina Mutilva          | 17 juin 1982      | 39  | 44         |
| 17     | Teresa Viana (C)          | 26 mars 1993      | 28  | 46         |
| 18     | Paula Carvalho            | 7 août 1992       | 29  | 24         |
| 19     | María Barreiro            | 8 décembre 1999   | 22  | 3          |
| 21     | Josefina Esposto          | 12 novembre 1999  | 22  | 10         |
| 23     | Manuela Serra             | 31 mars 1999      | 22  | 4          |
| 32     | María Bate (GB)           | 11 juillet 2000   | 21  | 3          |